# CinémAction
Cinémaction o CinémAction (segons l'ortografia de la portada) és una revista de cinema fundada el 1978 per Guy Hennebelle i Monique Martineau.
Cada número està dedicat a un dossier la coordinació del qual està assegurada per un crític que constitueix l'equip encarregat de la redacció. La revista és coeditada per éditions Corlet i Télérama.
L'any 2019, la publicació de la revista cessa amb la publicació del número 173.